# Marcos de Moura
Marcos de Moura (Vila Franca de Xira, 1556-Lisboa, 1611) fue sacerdote católico, religioso trinitario y escritor portugués.

## Biografía
Marcos de Moura nació en Villa Franca de Xira en 1556, en el seno de un matrimonio de origen humilde compuesto por Alfonso Annes y María de Moura. Realizó sus primeros estudios en el colegio de San Antonio Abad. Ingresó en el convento de los trinitarios de Lisboa en 1571, donde profesó sus votos religiosos y fue ordenado sacerdote. Estudió la filosofía en Santarem y la teología en Coímbra. En la orden ocupó los cargos de presentado, lector de filosofía, predicador, definidor, visitador y ministro de los conventos de Sintra y Lisboa.
Marcos de Moura, por su fama de predicador, fue nombrado por el papa Gregorio XIII, comisario para la Santa Cruzada, con el fin de facilitar el rescate de los cautivos de Alcazarquivir, teniendo como compañero al también trinitario Atanasio Sánchez. Pasó sus últimos años en el convento de Lisboa, donde murió en 1611. Moura dejó diversos escritos de variados argumentos de filosofía, teología, historia, matemáticas, astrología, entre otros.